# Mario Galinović
Mario Galinović (Zagreb, Croacia, 15 de noviembre de 1976) es un exfutbolista croata que jugaba de portero y su último equipo fue el Kerkyra FC de la Super Liga de Grecia. Actualmente es entrenador de porteros en el Cardiff City Football Club de la EFL Championship de Inglaterra.

## Biografía
Galinović comenzó su carrera futbolística en las categorías inferiores del NK Osijek, hasta que en 1993 firma un contrato profesional. Con este equipo consigue un título de Copa en 1999. Participó con su club en dos ediciones de la Copa de la UEFA, en 1998 y 1999.
En 2002 ficha por el NK Kamen Ingrad, donde se convierte desde el principio en portero titular.
En julio de 2004 se marcha a jugar a la Super Liga de Grecia con el Panathinaikos, su actual club. En la temporada 05-06 Galinović debuta en la Liga de Campeones de la UEFA.

### Selección nacional
Fue internacional con la Selección de fútbol de Croacia en 2 ocasiones. Su debut como internacional se produjo el 13 de junio de 1999 en un partido amistoso contra Egipto. 
Fue convocado por su selección para participar en la Eurocopa de Austria y Suiza de 2008, aunque no disputó ningún encuentro.

## Clubes
| Club               | País    | Año       |
| ------------------ | ------- | --------- |
| NK Osijek          | Croacia | 1993-2002 |
| NK Kamen Ingrad    | Croacia | 2002-2004 |
| Panathinaikos FC   | Grecia  | 2004-2011 |
| Kavala FC (cedido) | Grecia  | 2010-2011 |
| Kerkyra FC         | Grecia  | 2011-2012 |

## Títulos
- 1 Copa de Croacia (NK Osijek, 1999)

- Datos: Q464390